# Salmo pelagonicus
 Salmo pelagonicus  ist eine Fischart aus der Familie der Lachsfische (Salmonidae), die im Bereich des unteren Vardar und oberen Aliakmonas in Mazedonien und Griechenland vorkommt.

## Merkmale
Salmo pelagonicus erreicht eine Länge von bis zu 30 Zentimetern, wobei die Körperhöhe 24–28 % der Standardlänge ausmacht. Die Flanken weisen vor allem in der oberen Hälfte schwarze Flecken auf und entlang des Seitenlinienorgans und darunter blassrosa bis orange Flecken, die im hinteren Bereich der Flanke zahlreicher sind als die schwarzen Flecken. Die Mundspalte reicht bis hinter den Hinterrand des Auges.

## Lebensweise
Die Art besiedelt Bergbäche. Über die weitere Lebensweise ist fast nichts bekannt.

## Bedrohung
Salmo pelagonicus wird in der Roten Liste der gefährdeten Arten als gefährdet (Vulnerable) geführt.